# Short track ai IV Giochi olimpici giovanili invernali
Le gare di short track dei IV Giochi olimpici giovanili invernali si sono svolte all'Arena del ghiaccio di Gangneung, in Corea del Sud, dal 20 al 23 gennaio 2024. Si sono svolti 7 eventi, due in più rispetto alla precedente edizione del 2020, quando non si erano disputate le gare dei 1500 metri.

## Podi

### Ragazzi
| Evento | Oro          | Tempo    | Argento         | Tempo    | Bronzo        | Tempo    |
| 500 m  | Sean Shuai   | 41"498   | Zhang Xinzhe    | 41"755   | Dominik Major | 41"969   |
| 1000 m | Zhang Xinzhe | 1'26"257 | Muhammed Bozdag | 1'26"349 | Raito Kida    | 1'26"478 |
| 1500 m | Joo Jae-hee  | 2'21"906 | Zhang Xinzhe    | 2'22"095 | Kim You-sung  | 2'22"148 |

### Ragazze
| Evento | Oro            | Tempo    | Argento     | Tempo    | Bronzo          | Tempo    |
| 500 m  | Anna Falkowska | 44"314   | Kang Min-ji | 44"484   | Chung Jae-hee   | 45"018   |
| 1000 m | Li Jinzi       | 1'40"803 | Yang Jingru | 1'40"996 | Polina Omelchuk | 1'41"600 |
| 1500 m | Yang Jingru    | 2'33"148 | Li Jinzi    | 2'33"148 | Nonomi Inoue    | 2'42"293 |

### Misti
| Evento          | Oro                                               | Tempo    | Argento                                                             | Tempo    | Bronzo                                                        | Tempo    |
| Staffetta mista | Cina Li Jinzi Yang Jingru Zhang Bohao Zhang Xinhe | 2'46"516 | Stati Uniti Kyung Jang Eliza Rhodehamel Julius Kazanecki Sean Shuai | 2'47"124 | Giappone Nonomi Inoue Aoi Yoshizawa Yuta Fuchigami Raito Kida | 2'47"412 |